# Gamla Ullevi
Gamla Ullevi – stadion piłkarski w Göteborgu, w Szwecji. 

## Historia
Stadion zastąpił poprzedni główny stadion w mieście, również nazwany Gamla Ullevi. Z obiektu korzystają trzy kluby piłkarskie: GAIS, IFK Göteborg i Örgryte IS. Swoje spotkania na stadionie rozgrywa również Reprezentacja Szwecji w piłce nożnej kobiet.
Budowa nowego stadionu została zlecona w 2005 przez ówczesne władze miasta. Projekt gotowy był w 2007. Wtedy też rozpoczęto wyburzanie starego obiektu. 30 listopada 2008 nowy stadion był już ukończony. Jego inauguracja odbyła się 5 kwietnia 2009.
Początkowo budowa stadionu miała wynosić 180 milionów koron. Ostatecznie całość kosztowała niemal dwa razy więcej, aż 350 milionów koron. 
Większe koszty spowodowane były m.in. przez drgania, które powstawały na pobliskich osiedlach w trakcie rozgrywania meczów. Okazało się, że są one wywoływane są przez skaczących kibiców. W związku z tym zdecydowano się na zainstalowanie przeciwwag, które miały je tłumić, na co wydano 20 milionów koron. Po skończeniu prac okazało się, że zainstalowane usprawnienia nie spełniają swojej roli i drgania nadal występują.
W 2009 na stadionie odbyła się część meczów Euro U21. 

## Galeria

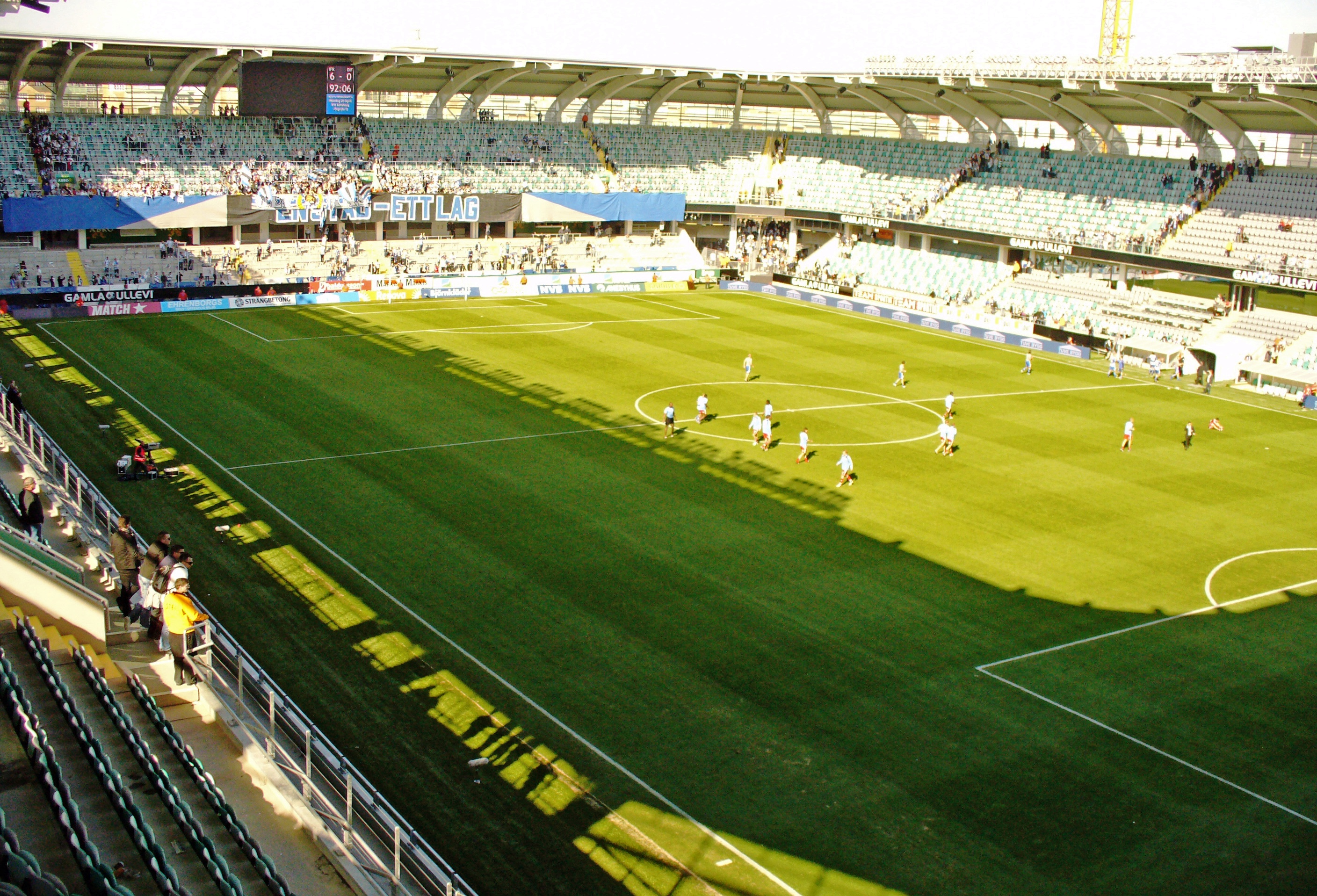
Stadion Gamla Ullevi (2009)
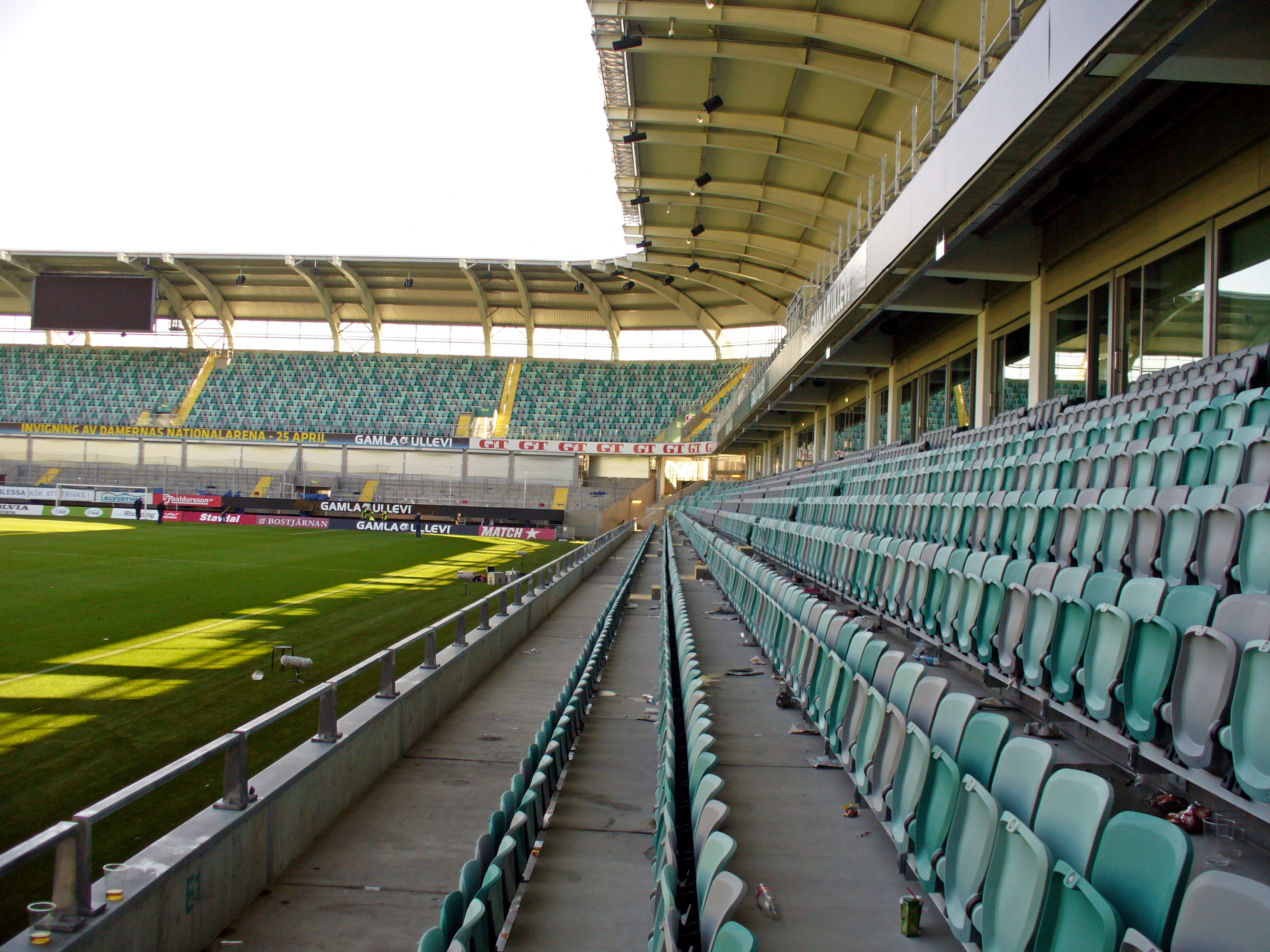
Stadion Gamla Ullevi (2009)
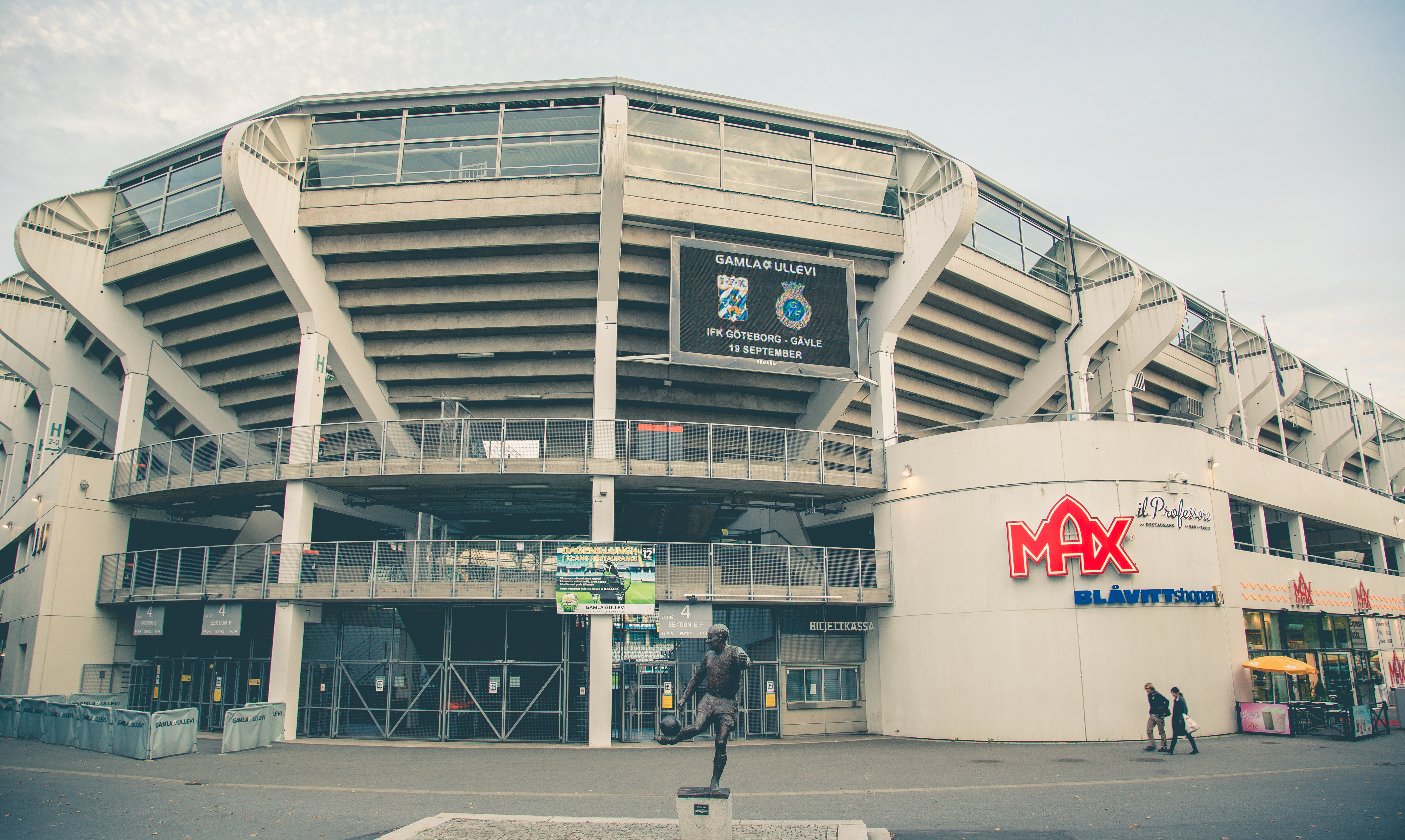
Stadion Gamla Ullevi (2014)